# Guda (Lolotoe)
Guda ist ein osttimoresischer Suco im Verwaltungsamt Lolotoe (Gemeinde Bobonaro).

## Geographie

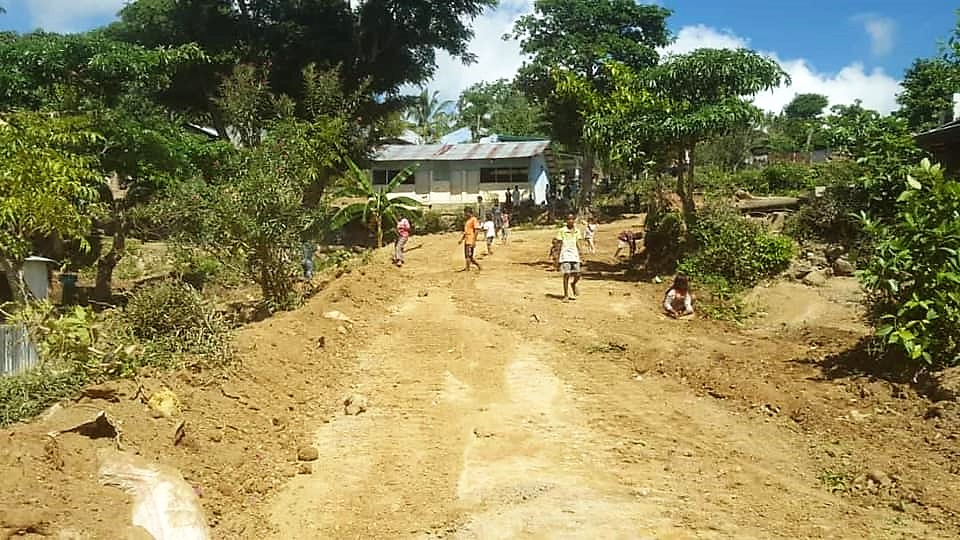
Im Norden von Guda

Guda liegt im Osten des Verwaltungsamts Lolotoe. Es hat eine Fläche von 22,99 km² und teilt sich in zwei voneinander getrennte Territorien. Das Gebiet im Nordosten besteht aus den Aldeias Gudataz (Guda Tas, Gudates), Oceli (Osely, Holseli) und Zoilpo (Bunak für Heiliger Baum). Im Süden grenzt es an den Suco Lupal, im Westen an den Suco Opa, im Norden an den Suco Leber, im Nordosten an den Suco Molop und im Südosten an den zur Gemeinde Cova Lima gehörenden Suco Beco (Verwaltungsamt Suai). Die Grenze zu Leber bildet der Pa, ein Nebenfluss des Loumea.
Eine kleine Straße durchquert das Zentrum des Sucos von Südwest nach Nordost. An ihr liegen von West nach Ost die Orte Gudataz, Oceli und Zoilpo. An der Südgrenze des Nordterritoriums befinden sich die Berge Sabi (1288 m, Lage) und Lolo Manukati (1193 m, Lage). Der Leobara (887 m, Lage) liegt südlich des Ortes Oceli.
Gudas Territorium im Südosten von Lolotoe besteht ausschließlich aus der Aldeia Anon. Im Nordwesten und Westen grenzt es an den Suco Lupal und im Südwesten an den Suco Opa und den zu Cova Lima gehörenden Suco Labarai. Im Nordosten, Osten und Süden umschließt Anon der Suco Beco. Der Fluss Foura bildet die Grenze zu Opa und Labarai. Im Norden der Aldeia liegt das Dorf Anon. Im Süden ist das Dorf Diluhilin zweigeteilt zwischen Guda und Beco. Der Lombane (485 m, Lage) ist ein Berg im Nordosten von Anon, der Lolo Kibes (430 m, Lage) befindet sich im Westen der Aldeia.
Der Sitz des Sucos Guda befindet sich im Dorf Zoilpo. In Oceli stehen ein Hospital und eine Kapelle. Zwischen den Orten liegen eine Grundschule und ein Friedhof. Auch Anon verfügt über eine Grundschule.

## Einwohner

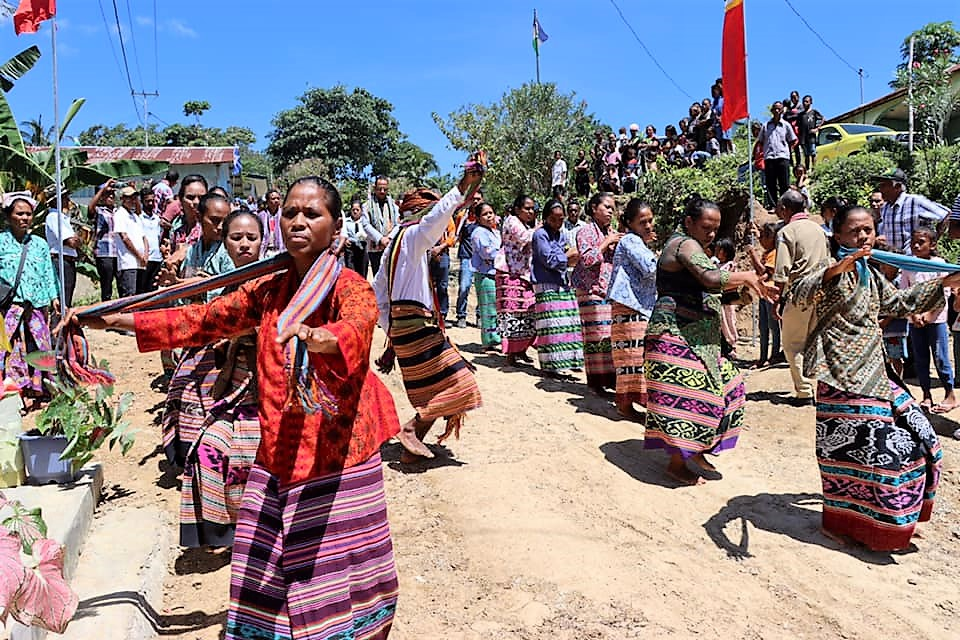
Feierlichkeiten in Guda (2023)

Im Suco leben 919 Menschen (2022), davon sind 462 Männer und 457 Frauen. Im Suco gibt es 203 Haushalte. Über 90 % der Einwohner geben Bunak als ihre Muttersprache an. Etwa 5 % sprechen Tetum Prasa, eine sehr kleine Minderheit Kemak.

## Geschichte
1976 flohen Einwohner aus Zumalai, Lolotoe, Ermera und Ainaro  vor den einfallenden Indonesiern nach Zoilpo. In Guda gründeten sie eine base de apoio, eine Widerstandsbasis.
1999 kam es zu einer Gewaltwelle durch pro-indonesische Milizen (Wanra) und dem indonesischen Militär, die das anstehende Unabhängigkeitsreferendum zu Gunsten der Besatzer entscheiden wollten. Ende Mai war davon auch der damalige Subdistrikt Lolotoe betroffen. Es kam zu willkürliche Verhaftungen, Missbrauch und Mord. Indonesische Soldaten und Mitglieder der Miliz Kaer Metin Merah Putih (KMP) trieben Mitglieder und vermeintliche Unterstützer des CNRT (der Dachorganisation der Unabhängigkeitsbewegung Osttimors) zusammen. Viele wurden geschlagen und gefoltert, Frauen wurden vergewaltigt. Am 24. Mai wurde Mário Gonçalves, Chef der CNRT in Guda, auf ein Feld getrieben und von 37 Mitgliedern der KMP verprügelt, zwei schlugen mit einer Machete zu. Dann schnitten sie ihm ein Ohr ab und zwangen ihn, es zu essen. Insgesamt sechs Männer des Sucos wurden verhaftet und kehrten erst zwei Wochen später nach Hause zurück.
Am 30. August entschied sich im Referendum die Mehrheit der Bevölkerung für die Unabhängigkeit Osttimors. Es kam zu einem letzten Gewaltausbruch, die Einwohner Gudas mussten aus ihren Häusern fliehen. Eine internationale Eingreiftruppe sorgte schließlich für Ruhe und Ordnung und nach drei Jahren UN-Verwaltung erlangte Osttimor seine Unabhängigkeit wieder.
Anfang 2002 wurden zwei Kommandanten der KMP und der ehemalige Dorfchef Gudas Sabino Gouveia Leite wegen Verbrechen gegen die Menschlichkeit vor Gericht gestellt. Leite wurde am 20. November 2002 wegen Freiheitsberaubung und Körperverletzung zu drei Jahren Gefängnis verurteilt. Milizchef José Cardoso Ferreira wurde zu 12 Jahren wegen Mord, Folter und Vergewaltigung verurteilt, Miliz-Kommandant João Franca da Silva erhielt fünf Jahre wegen Freiheitsberaubung und Folter.

## Politik

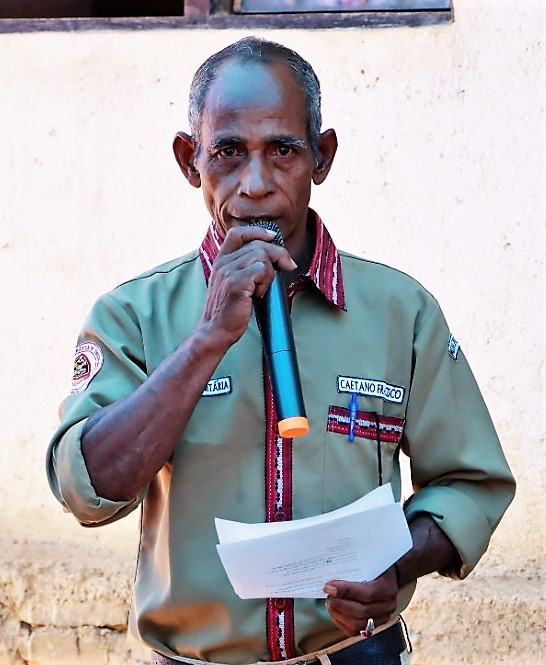
Caetano Francisco (2023)

Bei den Wahlen von 2004/2005 wurde Herminio da Graça zum Chefe de Suco gewählt. Bei den Wahlen 2009 gewann Caetano Francisco und wurde 2016 in seinem Amt bestätigt. 2023 gewann Sirilio Moniz die Wahl.

## Infrastruktur
Im April 2023 wurde die erste Stromleitung nach Guda offiziell eingeweiht. Sie erreichte zunächst nur die Aldeias Oceli und Zoilpo.